# Legnano
Legnano est une commune de la ville métropolitaine de Milan, dans la région Lombardie, en Italie.

## Géographie
1. Carte dynamique
2. Carte Openstreetmap
3. Carte topographique
4. Carte avec les communes environnantes
5. Vue du château

Legnano se trouve en Lombardie occidentale dans l'Alto Milanese, à 25 km au nord-ouest de Milan, dans la plaine du Pô. La ville est traversée par l'Olona.

## Histoire
Au cours de la bataille de Legnano, le 29 mai 1176, les troupes des villes lombardes infligent une lourde défaite aux troupes impériales de Frédéric Ier. Avec cette victoire, la Lombardie réussit à garantir son autonomie par rapport au Saint-Empire romain germanique. Giuseppe Verdi a composé un opéra La battaglia di Legnano (1849) relatant cet évènement.
Legnano a été décorée de la Médaille de Bronze Militaire pour la Guerre de Résistance, honorant les sacrifices de la population et la lutte des partisans durant la Seconde Guerre mondiale.

## Économie

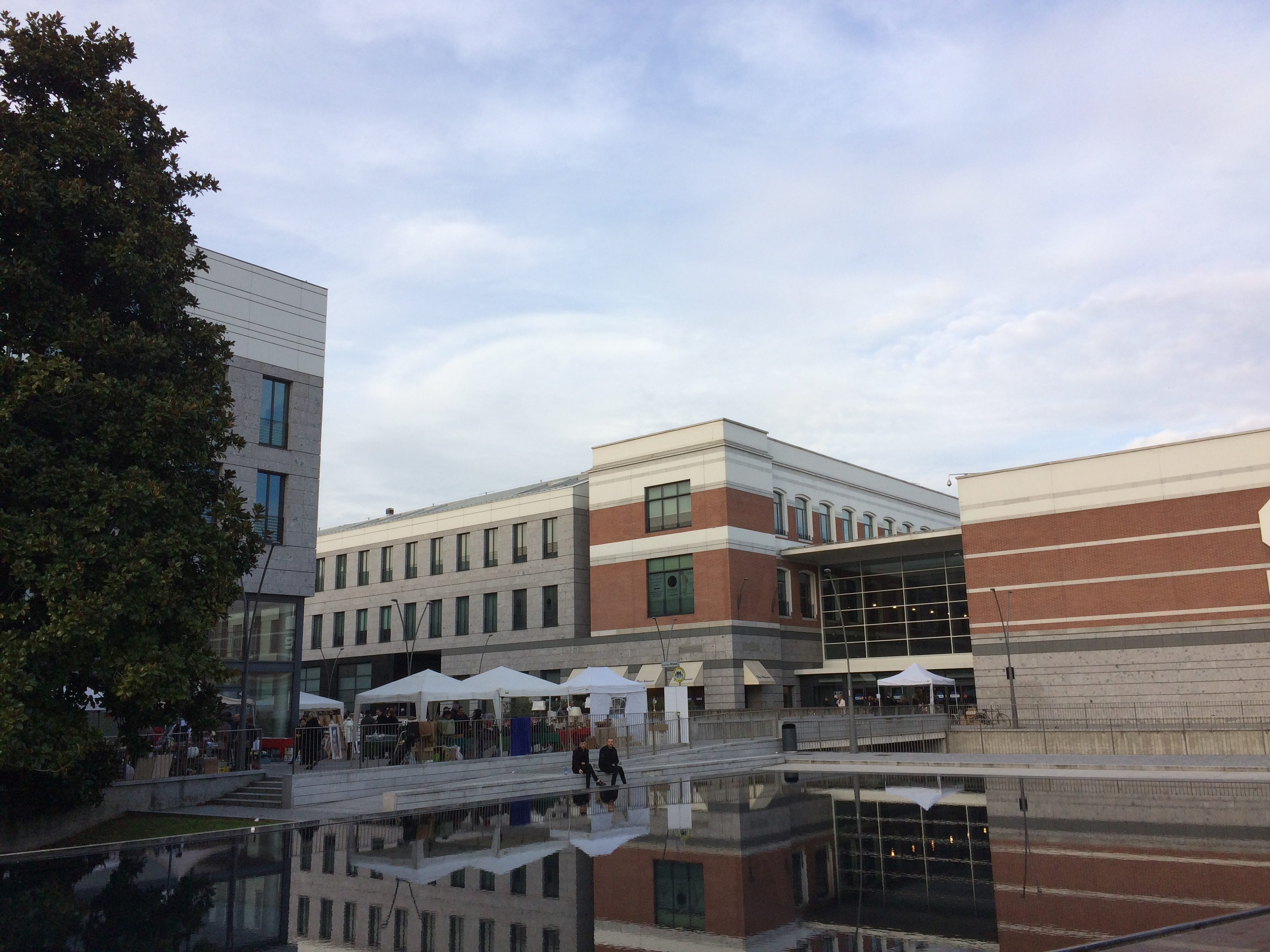
Le centre commercial « Galeries Cantoni » de Legnano, construit sur le site des anciennes usines de la filature Cotonificio Cantoni.

Legnano s'est développée à la fin du XIXe siècle au moment de la révolution industrielle par l'implantation de nombreuses industries textiles et métallurgiques. Après la crise de l'industrie des années 1970, Legnano s'est tournée vers les activités tertiaires. Cette reconversion s'est poursuivie jusque dans les années 2000 : les bâtiments des anciennes usines textiles du Cantoni (it) ont été détruits pour laisser la place à un important centre commercial et à un complexe résidentiel.

## Monuments et patrimoine
- L'église Santa Teresa del Bambin Gesù (it)

## Administration
| Période                                  | Période     | Identité              | Étiquette     | Qualité |
| ---------------------------------------- | ----------- | --------------------- | ------------- | ------- |
| 28 mai 2002                              | 29 mai 2007 | Maurizio Angelo Cozzi | Centro-Destra |         |
| 29 mai 2007                              | En cours    | Lorenzo Vitali        | Centro-Destra |         |
| Les données manquantes sont à compléter. |             |                       |               |         |

### Communes limitrophes
Busto Arsizio, Rescaldina, Castellanza, Cerro Maggiore, San Vittore Olona, Villa Cortese, Canegrate, San Giorgio su Legnano, Dairago.

### Évolution démographique
Habitants recensés

## Jumelages
- Colombes (France) depuis 1964 ;
- Aprica (Italie) depuis 2008.

## Personnalités liées à la commune
- Gianfranco Ferré (1944-2007), styliste et couturier ;
- Francesco Coco, né en 1977, footballeur ;
- Jean Thierry Ebogo (1982-2006), religieux carme camerounais ;
- Alice Boner (1889-1981), peintre, historienne de l'art et indianiste, est née à Legnano et y a passé son enfance.